# Slagstabadet

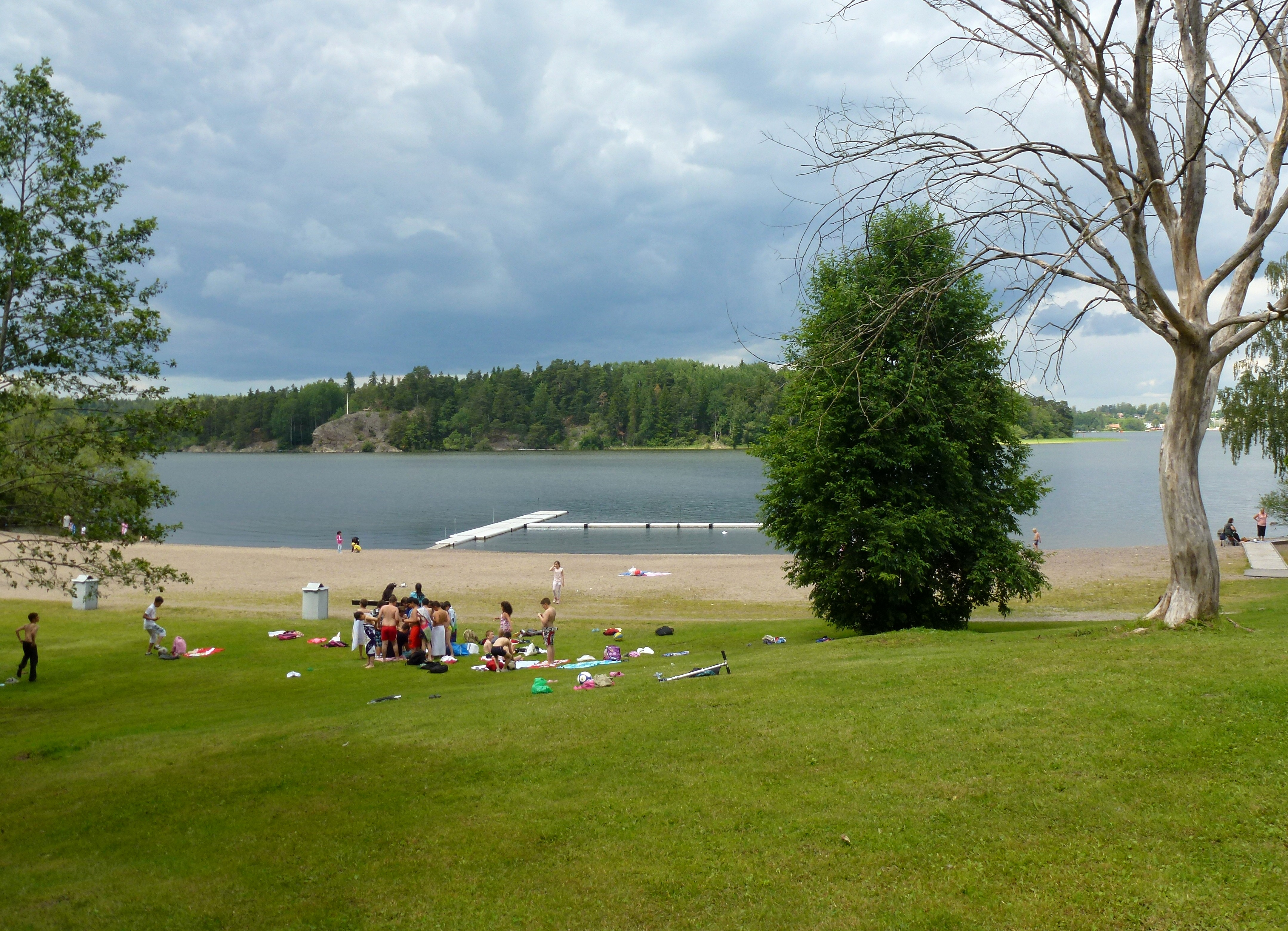
Slagstabadet i juni 2012.

Slagstabadet är ett offentligt, kommunalt strandbad vid Mälaren i Botkyrka kommun. Slagstabadet har fler än 200 besökare per dag under sommarsäsongen och klassas därför som EU-bad, vilket innebär bland annat att vattenkvalitén kontrolleras flera gånger varje säsong av kommunen. Inför badsäsongen 2012 hade Slagstabadet högsta betyg (tre stjärnor) "utmärkt" vattenkvalitet enligt EU:s klassificering, beräknad på de senaste fyra årens mätningar.
Slagstabadet anlades i början av 1970-talet när kommundelen Slagsta byggdes. Tidigare fanns här ett av Slagstas två tegelbruk och fortfarande syns spår i form av terrasser och rester av husgrunder i skogsbrynet (se Slagsta tegelbruk).
Badet har en cirka 150 meter lång strand med flera badbryggor inklusive en tilläggsbrygga för funktionsnedsatta  samt en stor gräsmatta som sluttar ner mot Mälaren. På östra sidan ligger en barack med omklädningsrum, toaletter, bastu, dusch och en liten servering / kiosk samt en minigolfbana. På västra sidan har kommunen anordnat ett grillområde med bänkar. Det finns även möjlighet att hyra båtar.

## Bilder

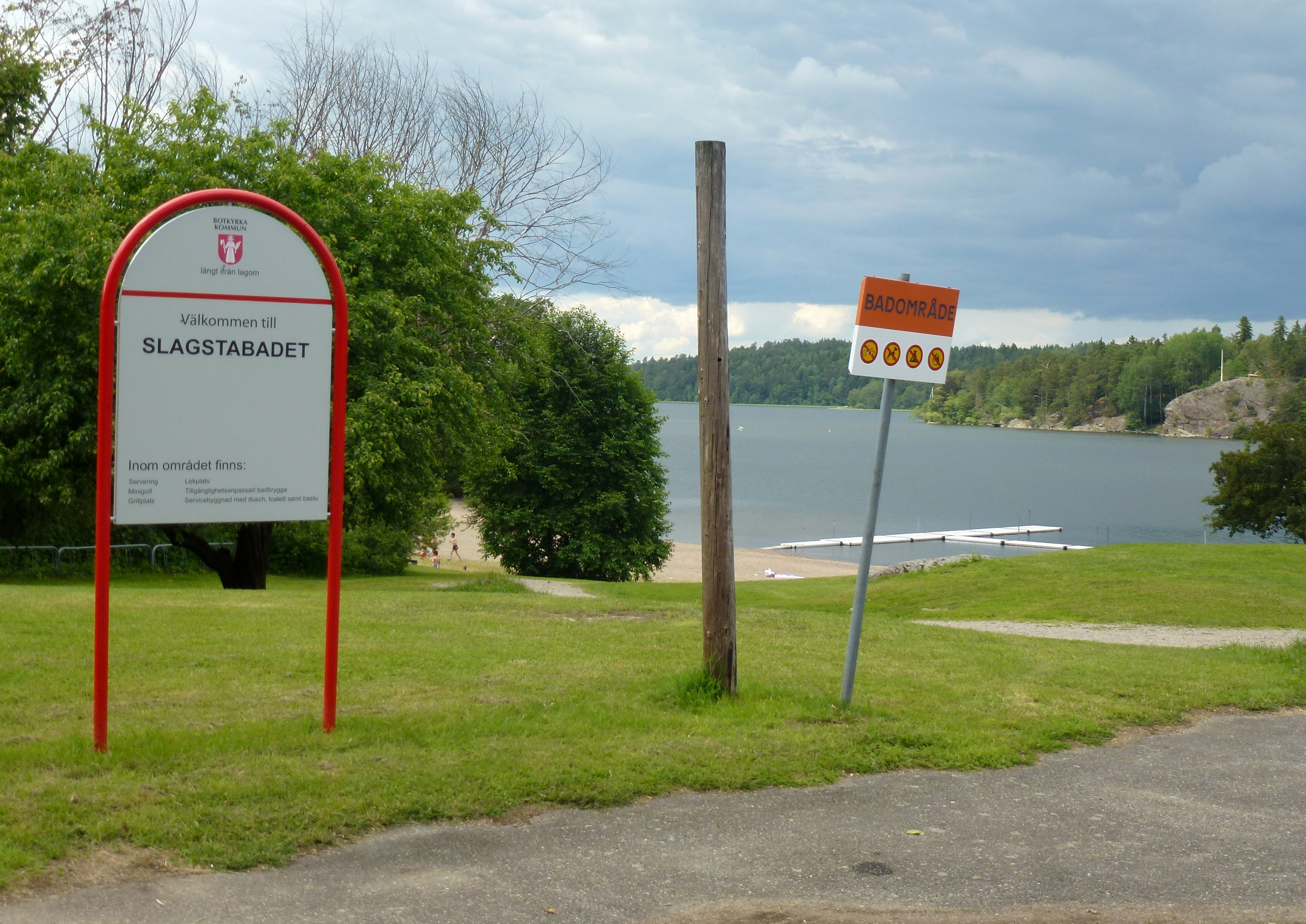
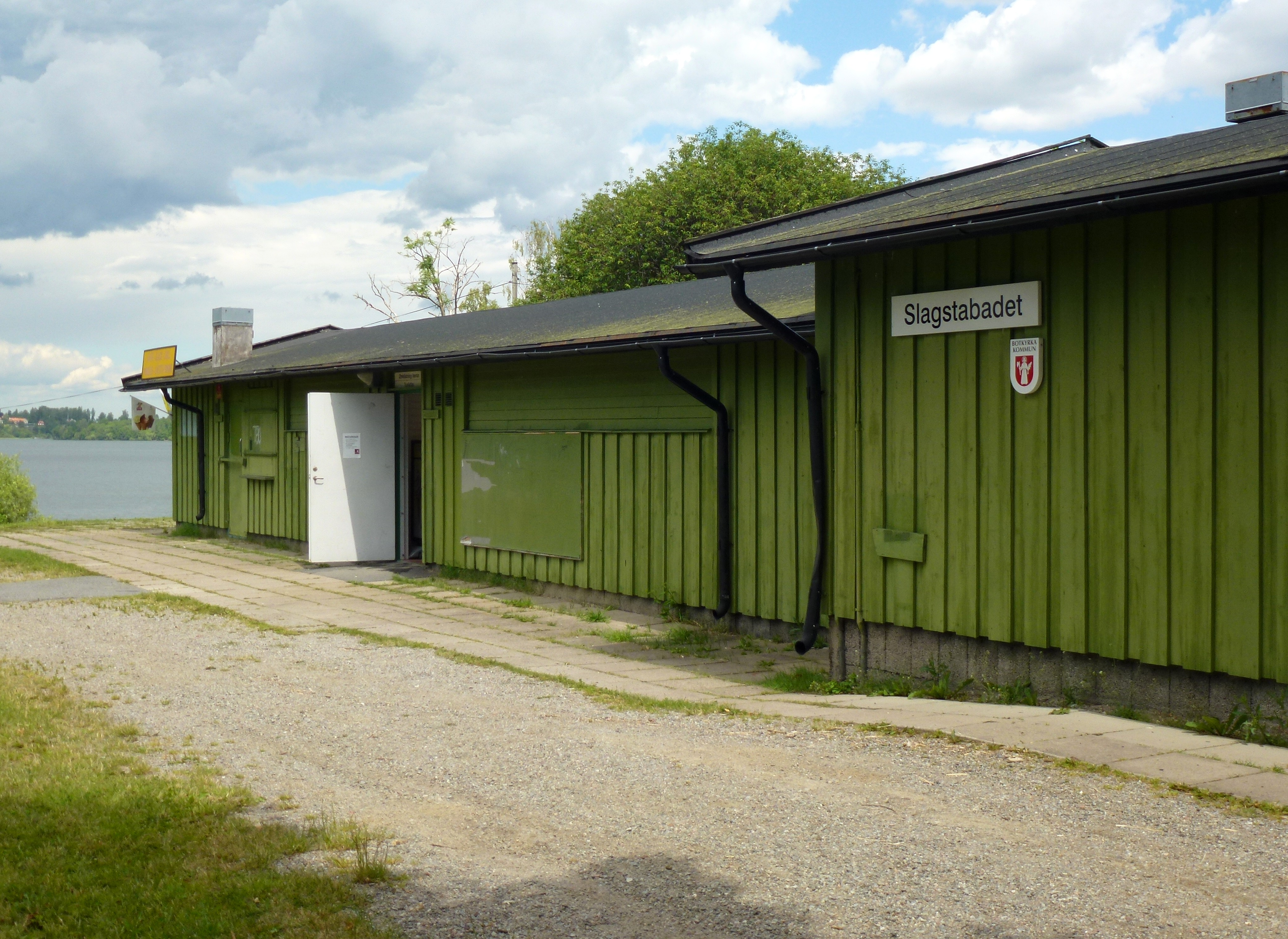
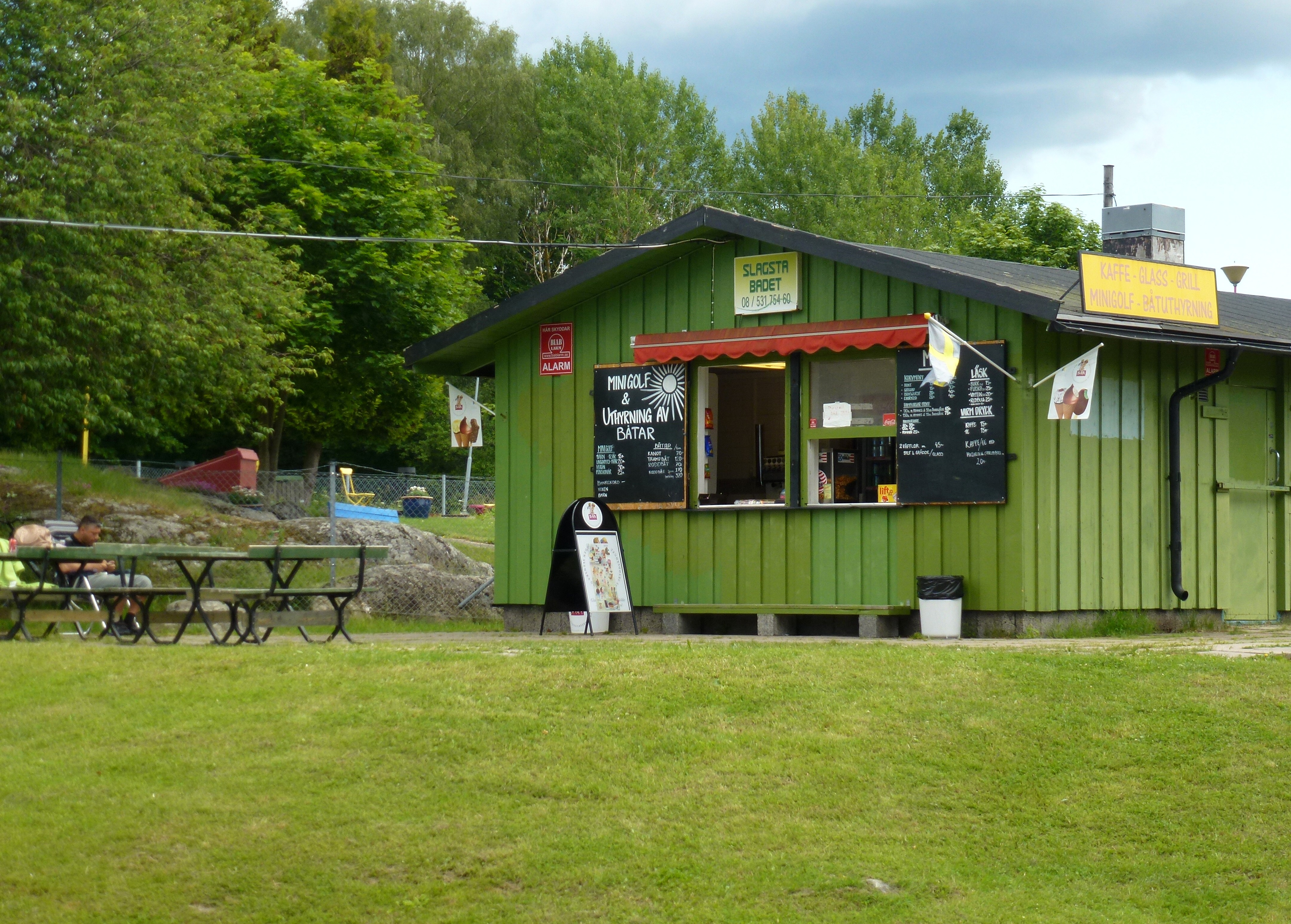
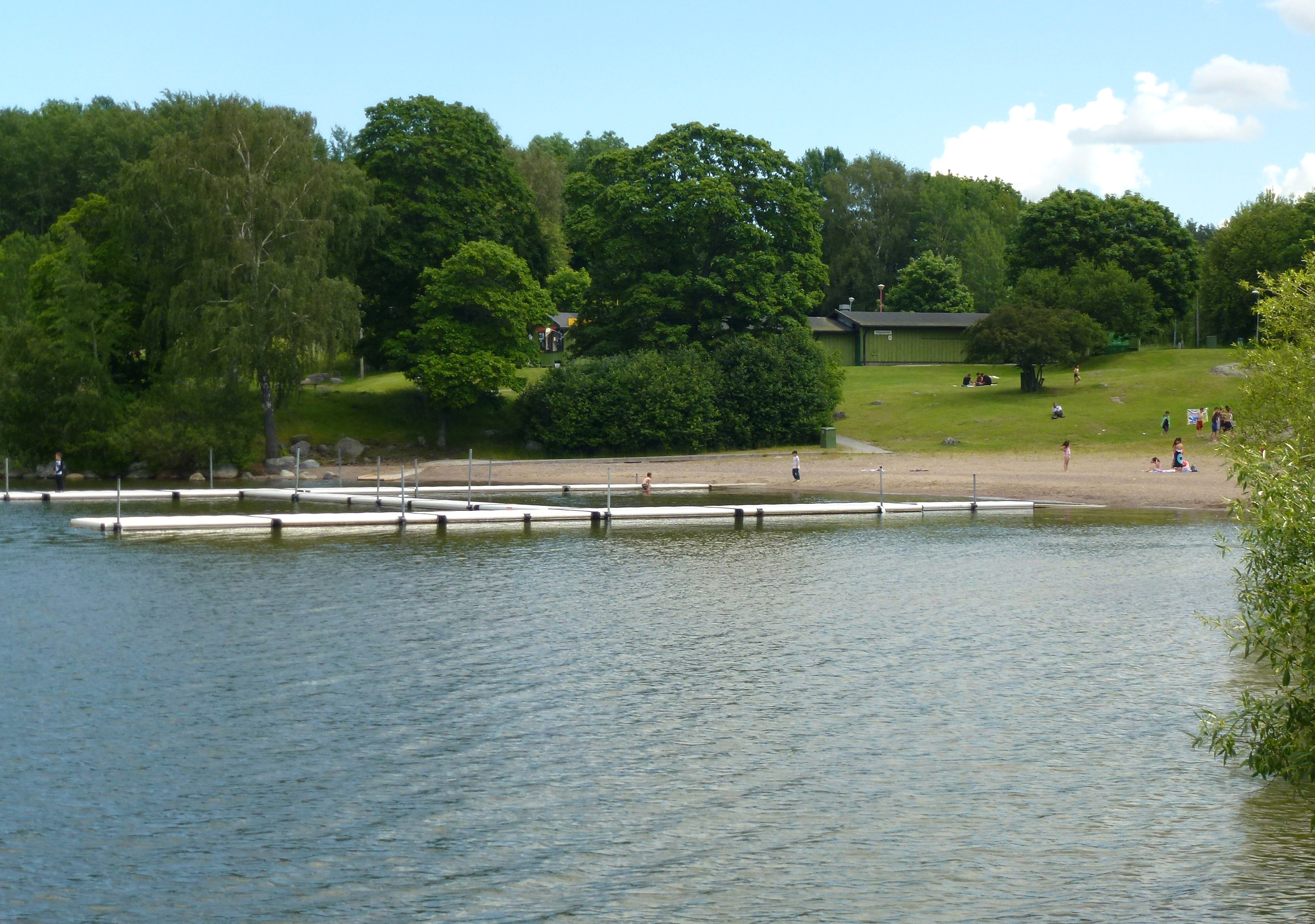